# Чемпионат Ульяновской области по футболу
Чемпионат Ульяновской области по футболу — ежегодный футбольный турнир любительских команд Ульяновской области, проводящийся в рамках четвёртого дивизиона России по футболу. По двухкруговой системе чемпионат был впервые сыгран в 1963 году. До этого он проводился периодически и часто в виде однокругового турнира в одном из городов Ульяновской области. В таких турнирах, которые можно назвать финальными, принимали участие победители кустовых или районных соревнований.
Первым чемпионом нового обновлённого двухкругового первенства первенства области в 1963 году стала команда «Старт» из города Барыша (130 км от областного центра).

## Структура проведения
Победитель первенства области в советский период имел право участия в первенстве среди КФК. Сейчас победитель Первенства имеет право сыграть в МФС «Приволжье» Третьего дивизиона.
Каждый год в октябре или ноябре чемпион области играет матч за Суперкубок с обладателем Кубка Ульяновской области.
В сезоне 2021 года участвовали десять команд: «Волга-СШОР» (Ульяновск), СШ «Лада» (Димитровград), «Нефтяник» (Новоспасское), «Оргэнергострой» (Димитровград), «Свияга» (Ишеевка), «Симбирск» (Ульяновск), «Старт» (Барыш), «Сура» (Сурское), «Труд-Буран» (Чердаклинский район), «Университет-Старт» (Ульяновск).

## Таблица чемпионов и призёров
| Год  | Победитель                                          | Серебряный призёр                                   | Бронзовый призёр                                    |
| ---- | --------------------------------------------------- | --------------------------------------------------- | --------------------------------------------------- |
| 1963 | Старт (Барыш)                                       | Контактор (Ульяновск)                               | ГУКТУ им. Ленина (Ульяновск)                        |
| 1964 | Волга (Ульяновск)                                   | Торпедо (Ульяновск)                                 | ГУКТУ им. Ленина (Ульяновск)                        |
| 1965 | Старт (Барыш)                                       | НИИАР (Мелекесс)                                    | Строитель (Ульяновск)                               |
| 1966 | ГУКТУ им. Ленина (Ульяновск)                        | Авангард (Ульяновск)                                | Старт (Барыш)                                       |
| 1967 | Старт (Барыш)                                       | Буревестник (Ульяновск)                             | Нейтрон (Мелекесс)                                  |
| 1968 | НИИАР (Мелекесс)                                    | Старт (Барыш)                                       | Контактор (Ульяновск)                               |
| 1969 | НИИАР (Мелекесс)                                    | Мотор (Ульяновск)                                   | Старт (Барыш)                                       |
| 1970 | НИИАР (Мелекесс)                                    | Старт (Барыш)                                       | Заря (Ульяновск)                                    |
| 1971 | Строитель (Ульяновск)                               | Заря (Ульяновск)                                    | Цементник (Новоульяновск)                           |
| 1972 | Строитель (Ульяновск)                               | Заря (Ульяновск)                                    | Торпедо (Димитровград)                              |
| 1973 | Заря (Ульяновск)                                    | Строитель (Ульяновск)                               | Цементник (Новоульяновск)                           |
| 1975 | Текстильщик (Ишеевка)                               | Мотор (Ульяновск)                                   | УЗТС (Ульяновск)                                    |
| 1976 | Мотор (Ульяновск)                                   | Авангард (Ульяновск)                                | УЗТС (Ульяновск)                                    |
| 1977 | Мотор (Ульяновск)                                   | Заря (Ульяновск)                                    | Текстильщик (Ишеевка)                               |
| 1980 | Мотор (Ульяновск)                                   | Дельфин (Ульяновск)                                 | Мелькомбинат (Димитровград)                         |
| 1981 | Мотор (Ульяновск)                                   | Урожай (Димитровград)                               | Авангард (Ульяновск)                                |
| 1982 | Мотор (Ульяновск)                                   | Урожай (Димитровград)                               | Текстильщик (Ишеевка)                               |
| 1983 | Мотор (Ульяновск)                                   | Текстильщик (Ишеевка)                               | Старт (Ульяновск)                                   |
| 1984 | Текстильщик (Ишеевка)                               | Торпедо (Ульяновск)                                 | Мотор (Ульяновск)                                   |
| 1985 | Текстильщик (Ишеевка)                               | Сельхозтехника (Мелекесский район)                  | Мотор (Ульяновск)                                   |
| 1986 | Текстильщик (Ишеевка)                               | Динамо (Ульяновск)                                  | Мотор (Ульяновск)                                   |
| 1987 | Мотор(Ульяновск)                                    | Урожай (Мелекесский район)                          | Текстильщик (Ишеевка)                               |
| 1988 | Урожай (Мелекесский район)                          | Звезда (Ульяновск)                                  | Заря (Ульяновск)                                    |
| 1989 | Звезда (Ульяновск)                                  | Заря (Ульяновск)                                    | Авангард (Ульяновск)                                |
| 1990 | Звезда (Ульяновск)                                  | Заря (Ульяновск)                                    | Урожай (Мелекесский район)                          |
| 1991 | Заря (Ульяновск)                                    | Мотор (Ульяновск)                                   | Урожай (Мелекесский район)                          |
| 1992 | Урожай (Мелекесский район)                          | Химмаш (Димитровград)                               | Мотор (Ульяновск)                                   |
| 1993 | Авангард (Ульяновск)                                | Университет (Ульяновск)                             | Мотор (Ульяновск)                                   |
| 1994 | Авангард (Ульяновск)                                | Энергия-Старт (Ульяновск)                           | Университет (Ульяновск)                             |
| 1995 | Авангард (Ульяновск)                                | Стройпластмасс (Рассвет)                            | Старт (Барыш)                                       |
| 1996 | Авангард (Ульяновск)                                | Энергия (Ульяновск)                                 | Стройпластмасс (Рассвет)                            |
| 1997 | Авангард (Ульяновск)                                | Стройпластмасс (Салмановка)                         | Текстильщик (Барыш)                                 |
| 1998 | Энергия (Ульяновск)                                 | Авангард (Ульяновск)                                | Текстильщик (Мулловка)                              |
| 1999 | Авангард (Ульяновск)                                | Текстильщик (Мулловка)                              | Мотор (Ульяновск)                                   |
| 2000 | Авангард (Ульяновск)                                | Мотор (Ульяновск)                                   | Химмаш (Димитровград)                               |
| 2001 | Авангард (Ульяновск)                                | Мотор (Ульяновск)                                   | Текстильщик (Мулловка)                              |
| 2002 | Авангард (Ульяновск)                                | Химмаш (Димитровград)                               | Мотор (Ульяновск)                                   |
| 2003 | Авангард (Ульяновск)                                | Химмаш (Димитровград)                               | Лада-СОК (Димитровград)                             |
| 2004 | Мотор (Ульяновск)                                   | Спартак (Николаевка)                                | Авангард (Ульяновск)                                |
| 2005 | Нефтяник (Новоспасское)                             | Союз (Базарный Сызган)                              | Химмаш (Димитровград)                               |
| 2006 | Лада-СОК (Димитровград)                             | Нефтяник (Новоспасское)                             | Мотор (Ульяновск)                                   |
| 2007 | Нефтяник (Новоспасское)                             | Мотор (Ульяновск)                                   | Дозовец (Инза)                                      |
| 2008 | Нефтяник (Новоспасское)                             | Димитровград (Димитровград)                         | Дозовец (Инза)                                      |
| 2009 | Стройпластмасс (Ишеевка)                            | Волга-Д (Ульяновск)                                 | Дозовец (Инза)                                      |
| 2010 | Димитровград (Димитровград)                         | Стройпластмасс (Полдомасово)                        | Кварц (Силикатный)                                  |
| 2011 | Димитровград (Димитровград)                         | Инза (Инза)                                         | Свияга (Пригородный)                                |
| 2012 | Димитровград (Димитровград)                         | Нефтяник (Новоспасское)                             | Инза (Инза)                                         |
| 2013 | Нефтяник (Новоспасское)                             | Димитровград (Димитровград)                         | Инза (Инза)                                         |
| 2014 | Авиастар-Старт (Ульяновск)                          | Димитровград (Димитровград)                         | Инза (Инза)                                         |
| 2015 | Инза (Инза)                                         | Старт (Барыш)                                       | Димитровград (Димитровград)                         |
| 2016 | Инза (Инза)                                         | Свияга (Ишеевка)                                    | Старт (Барыш)                                       |
| 2017 | Старт (Барыш)                                       | НИИАР-Генерация (Димитровград)                      | Инза (Инза)                                         |
| 2018 | Нефтяник (Новоспасское)                             | НИИАР (Димитровград)                                | СШ (Димитровград)                                   |
| 2019 | Нефтяник (Новоспасское)                             | СШОР-Волга-М (Ульяновск)                            | Свияга (Ишеевка)                                    |
| 2020 | Чемпионат не проводился из-за пандемии коронавируса | Чемпионат не проводился из-за пандемии коронавируса | Чемпионат не проводился из-за пандемии коронавируса |
| 2021 | Оргэнергострой (Димитровград)                       | Нефтяник (Новоспасское)                             | Труд-Буран (Чердаклы)                               |
| 2022 | Нефтяник (Новоспасское)                             | Оргэнергострой-М (Димитровград)                     | ДШФ-Динамо (Ульяновск)                              |
| 2023 | Нефтяник (Новоспасское)                             | КТТ (Кузоватово)                                    | Оргэнергострой-М (Димитровград)                     |
| 2024 | Нефтяник (Новоспасское)                             | СШ-Волга-Погода В Доме (Ульяновск)                  | Буран (Мирный)                                      |